# Segunda Categoría de Manabí 2017
El Campeonato Provincial de Fútbol de Segunda Categoría de Manabí 2017 fue un torneo de fútbol en Ecuador en el cual compitieron equipos de la provincia de Manabí. El torneo fue organizado por la Asociación de Fútbol No Amateur de Manabí (AFNAM) y avalado por la Federación Ecuatoriana de Fútbol. El torneo empezó el 2 de junio y finalizó el 15 de julio. Participaron 23 clubes de fútbol y entregó 2 cupos al zonal de la Segunda Categoría 2017 por el ascenso a la Serie B.

## Sistema de campeonato
El sistema determinado por la Asociación de Fútbol No Amateur de Manabí consistió en 3 fases de la siguiente manera:
- Primera etapa: Los 23 clubes se dividieron en 6 grupos (5 de 4 clubes y 1 de 3), jugaron todos contra todos, los clubes que terminaron primero y segundo en cada grupo clasificaron a la segunda etapa. En el grupo de tres equipos cada fecha un equipo tuvo descanso, en los otros tres se jugó ida y vuelta.

- Segunda etapa: Con los clasificados de la etapa anterior (12 equipos) se emparejaron por sorteo en 6 llaves para jugar play-offs ida y vuelta, donde clasifacaron los ganadores de cada llave a la siguiente etapa.

- Tercera etapa: Con los clasificados de la etapa anterior (6 equipos) se emparejaron por sorteo en 3 llaves para jugar play-offs ida y vuelta, donde clasifacaron los ganadores de cada llave más el mejor perdedor a la siguiente etapa.

- Cuarta etapa: Con los clasificados de la etapa anterior (4 equipos) se emparejaron por sorteo en 2 llaves para jugar play-offs ida y vuelta donde los ganadores clasificaron a los zonales de Segunda Categoría 2017 y la final a partido único por el título provincial.

## Equipos participantes
| Equipos participantes                            | Equipos participantes | Equipos participantes                |
| ------------------------------------------------ | --------------------- | ------------------------------------ |
|                                                  |                       |                                      |
| Equipo                                           | Ciudad                | Estadio                              |
| Club Atlético Portoviejo                         | Portoviejo            | Estadio Reales Tamarindos            |
| Club Social Cultural y Deportivo Palmeiras       | Tosagua               | Estadio Miguel Zambrano              |
| Club Social y Deportivo del Valle                | Junín                 | Estadio 30 de Septiembre             |
| Club Deportivo Ciudad de Pedernales              | Pedernales            | Estadio Maximino Puertas             |
| Club Social y Cultural y Deportivo Magali Masson | El Carmen             | Estadio Isauro Cevallos Muñoz        |
| Club Social, Cultural y Deportivo Universitario  | El Carmen             | Estadio Isauro Cevallos Muñoz        |
| Club Universitario Cañita Sport                  | Portoviejo            | Estadio Universitario (UTM)          |
| Germud Fútbol Club                               | Pichincha             | Liga Deportiva Cantonal de Pichincha |
| Club Deportivo Grecia                            | Chone                 | Estadio Los Chonanas                 |
| Club Deportivo Politécnico de Manabí             | Calceta               | Estadio Complejo ESPAM               |
| Club Social y Deportivo 5 de Julio               | Portoviejo            | Estadio Reales Tamarindos            |
| Club Deportivo Los Canarios                      | Jipijapa              | Estadio Arturo Zavála Ramírez        |
| Club Social, Cultural y Deportivo River Plate    | Manta                 | Estadio Jocay                        |
| Club Cristo Rey                                  | Portoviejo            | Estadio Complejo Deportivo Picoazá   |
| Club Social y Deportivo Colón                    | Portoviejo            | Estadio JJ Cárdenas                  |
| Juventud Italiana                                | Manta                 | Estadio Jocay                        |
| Club Deportivo Atlético Nacional                 | Rocafuerte            | Estadio Los Azules                   |
| Club Social y Deportivo Los Azules               | Rocafuerte            | Estadio Los Azules                   |
| Club Deportivo La Paz                            | Flavio Alfaro         | Estadio Ecológico de Flavio Alfaro   |
| Club Social y Deportivo Peñarol                  | Chone                 | Estadio Los Chonanas                 |
| Deportivo Calceta                                | Calceta               | Estadio Juan Manuel Álava            |
| Club Deportivo Mao Sport                         | Portoviejo            | Estadio Rancho Rojo                  |
| Galácticos Fútbol Club                           | Montecristi           | Estadio Metropolitano Eloy Alfaro    |

## Equipos por cantón
| Cantón        | N.º | Equipos                                                                                      |
| ------------- | --- | -------------------------------------------------------------------------------------------- |
| Portoviejo    | 6   | - Deportivo Colón - Cristo Rey - 5 de Julio - Cañita Sport - Atlético Portoviejo - Mao Sport |
| Manta         | 2   | - River Plate - Juventud Italiana                                                            |
| Chone         | 2   | - Peñarol - Grecia                                                                           |
| El Carmen     | 2   | - Universitario - Magaly Masson                                                              |
| Junín         | 2   | - Palmeiras - Deportivo del Valle                                                            |
| Bolívar       | 2   | - Deportivo Calceta - Politécnico                                                            |
| Rocafuerte    | 2   | - Los Azules - Atlético Nacional                                                             |
| Puerto López  | 1   | - Los Canarios                                                                               |
| Pedernales    | 1   | - Ciudad de Pedernales                                                                       |
| Montecristi   | 1   | - Galácticos F. C.                                                                           |
| Pichincha     | 1   | - Germud F. C.                                                                               |
| Flavio Alfaro | 1   | - La Paz                                                                                     |

## Primera etapa

### Grupo 1

#### Clasificación
|  |    | Equipo               | PJ | PG | PE | PP | GF | GC | DG  | PTS |
|  | -- | -------------------- | -- | -- | -- | -- | -- | -- | --- | --- |
|  | 1. | Grecia               | 6  | 5  | 1  | 0  | 20 | 6  | +14 | 16  |
|  | 2. | Ciudad de Pedernales | 6  | 3  | 0  | 3  | 9  | 11 | −2  | 9   |
|  | 3. | Universitario        | 6  | 2  | 2  | 2  | 9  | 12 | −3  | 8   |
|  | 4. | Magaly Masson        | 6  | 0  | 1  | 5  | 5  | 14 | −9  | 1   |

|  | Clasificado a la Segunda etapa |

#### Resultados
| Universitario        | 1 - 1 | Grecia        | Isauro Cevallos  | 3 de junio | 16:00 |
| Ciudad de Pedernales | 2 - 0 | Magaly Masson | Maximino Puertas | 4 de junio | 16:00 |

| Magaly Masson | 1 - 1 | Universitario        | Isauro Cevallos | 7 de junio | 16:00 |
| Grecia        | 3 - 1 | Ciudad de Pedernales | Homero Andrade  | 8 de junio | 16:00 |

| Magaly Masson        | 1 - 3 | Grecia        | Isauro Cevallos  | 10 de junio | 16:00 |
| Ciudad de Pedernales | 2 - 0 | Universitario | Maximino Puertas | 11 de junio | 16:00 |

| Universitario | 3 - 2 | Ciudad de Pedernales | Isauro Cevallos | 14 de junio | 16:00 |
| Grecia        | 3 - 1 | Magaly Masson        | Homero Andrade  | 15 de junio | 16:00 |

| Universitario        | 3 - 1 | Magaly Masson | Isauro Cevallos  | 18 de junio | 16:00 |
| Ciudad de Pedernales | 1 - 5 | Grecia        | Maximino Puertas | 18 de junio | 16:00 |

| Grecia        | 5 - 1 | Universitario        | Homero Andrade  | 21 de junio | 16:00 |
| Magaly Masson | 0 - 1 | Ciudad de Pedernales | Isauro Cevallos | 21 de junio | 16:00 |

### Grupo 2

#### Clasificación
|  |    | Equipo            | PJ | PG | PE | PP | GF | GC | DG  | PTS |
|  | -- | ----------------- | -- | -- | -- | -- | -- | -- | --- | --- |
|  | 1. | Peñarol           | 6  | 4  | 2  | 0  | 10 | 3  | +7  | 14  |
|  | 2. | Politécnico       | 6  | 4  | 1  | 1  | 15 | 4  | +11 | 13  |
|  | 3. | Deportivo Calceta | 6  | 2  | 1  | 3  | 5  | 8  | −3  | 7   |
|  | 4. | Germud F. C.      | 6  | 0  | 0  | 6  | 1  | 16 | −15 | 0   |

|  | Clasificado a la Segunda etapa |

#### Resultados
| Deportivo Calceta | 0 - 0 | Peñarol     | Juan Manuel Álava | 3 de junio | 16:00 |
| Germud FC         | 0 - 4 | Politécnico | LDC de Pichincha  | 3 de junio | 16:00 |

| Politécnico | 4 - 1 | Deportivo Calceta | Juan Manuel Álava | 7 de junio | 16:00 |
| Peñarol     | 3 - 1 | Germud FC         | Homero Andrade    | 7 de junio | 16:00 |

| Deportivo Calceta | 1 - 0 | Germud FC   | Juan Manuel Álava | 10 de junio | 16:00 |
| Peñarol           | 2 - 0 | Politécnico | Homero Andrade    | 10 de junio | 16:00 |

| Germud FC   | 0 - 2 | Deportivo Calceta | LDC de Pichincha  | 14 de junio | 16:00 |
| Politécnico | 1 - 1 | Peñarol           | Juan Manuel Álava | 14 de junio | 16:00 |

| Deportivo Calceta | 0 - 1 | Politécnico | Juan Manuel Álava | 17 de junio | 16:00 |
| Germud FC         | 0 - 1 | Peñarol     | LDC de Pichincha  | 18 de junio | 16:00 |

| Peñarol     | 3 - 1 | Deportivo Calceta | Homero Andrade    | 21 de junio | 12:00 |
| Politécnico | 5 - 0 | Germud FC         | Juan Manuel Álava | 21 de junio | 16:00 |

### Grupo 3

#### Clasificación
|  |    | Equipo              | PJ | PG | PE | PP | GF | GC | DG  | PTS |
|  | -- | ------------------- | -- | -- | -- | -- | -- | -- | --- | --- |
|  | 1. | Mao Sport           | 6  | 3  | 3  | 0  | 10 | 6  | +4  | 12  |
|  | 2. | Deportivo del Valle | 6  | 3  | 1  | 2  | 11 | 3  | +8  | 10  |
|  | 3. | Atlético Nacional   | 6  | 3  | 0  | 3  | 14 | 8  | +6  | 9   |
|  | 4. | 5 de Julio          | 6  | 0  | 2  | 4  | 7  | 25 | −18 | 2   |

|  | Clasificado a la Segunda etapa |

#### Resultados
| 5 de Julio        | 0 - 1 | Deportivo del Valle | Colegio Ing. Civiles    | 2 de junio | 12:00 |
| Atlético Nacional | 0 - 1 | Mao Sport           | Municipal de Rocafuerte | 4 de junio | 15:30 |

| Deportivo del Valle | 2 - 1 | Atlético Nacional | Jorge Bucheli | 7 de junio | 16:00 |
| Mao Sport           | 3 - 3 | 5 de Julio        | Rancho Rojo   | 7 de junio | 16:00 |

| Mao Sport         | 1 - 0 | Deportivo del Valle | Rancho Rojo             | 10 de junio | 16:00 |
| Atlético Nacional | 6 - 1 | 5 de Julio          | Municipal de Rocafuerte | 11 de junio | 15:30 |

| Deportivo del Valle | 0 - 0 | Mao Sport         | Jorge Buchelli | 14 de junio | 16:00 |
| 5 de Julio          | 1 - 5 | Atlético Nacional | JJ Cárdenas    | 14 de junio | 16:00 |

| 5 de Julio        | 2 - 2 | Mao Sport           | JJ Cárdenas             | 17 de junio | 16:00 |
| Atlético Nacional | 1 - 0 | Deportivo del Valle | Municipal de Rocafuerte | 18 de junio | 15:30 |

| Deportivo del Valle | 8 - 0 | 5 de Julio        | Jorge Buchelli | 21 de junio | 16:00 |
| Mao Sport           | 3 - 1 | Atlético Nacional | Rancho Rojo    | 21 de junio | 16:00 |

### Grupo 4

#### Clasificación
|  |    | Equipo              | PJ | PG | PE | PP | GF | GC | DG  | PTS |
|  | -- | ------------------- | -- | -- | -- | -- | -- | -- | --- | --- |
|  | 1. | Atlético Portoviejo | 5  | 4  | 1  | 0  | 33 | 3  | +30 | 13  |
|  | 2. | La Paz              | 5  | 3  | 1  | 1  | 18 | 4  | +14 | 10  |
|  | 3. | Los Azules          | 5  | 1  | 0  | 4  | 12 | 20 | −8  | 3   |
|  | 4. | Palmeiras           | 5  | 1  | 0  | 4  | 4  | 40 | −36 | 3   |

|  | Clasificado a la Segunda etapa    |
|  | Los Azules perdieron la categoría |

#### Resultados
| Los Azules | 1 - 10 | Atlético Portoviejo | Los Azules | 3 de junio | 11:00 |
| Palmeiras  | 0 - 10 | La Paz              | Los Azules | 3 de junio | 15:00 |

| La Paz              | 3 - 1  | Los Azules | Flavio Alfaro     | 7 de junio | 15:00 |
| Atlético Portoviejo | 12 - 0 | Palmeiras  | Reales Tamarindos | 7 de junio | 16:00 |

| La Paz    | 0 - 1  | Atlético Portoviejo | Flavio Alfaro | 10 de junio | 15:00 |
| Palmeiras | 1 - 10 | Los Azules          | Los Azules    | 10 de junio | 16:00 |

| Los Azules          | 0 - 3 | Palmeiras | Los Azules        | 14 de junio | 11:00 |
| Atlético Portoviejo | 2 - 2 | La Paz    | Reales Tamarindos | 14 de junio | 16:00 |

| Palmeiras  | 0 - 8 | Atlético Portoviejo | Los Azules | 17 de junio | 12:00 |
| Los Azules | 0 - 3 | La Paz              | Los Azules | 17 de junio | 16:00 |

| Atlético Portoviejo | - | Los Azules | No se programó | No se programó | No se programó |
| La Paz              | - | Palmeiras  | No se programó | No se programó | No se programó |

### Grupo 5

#### Clasificación
|  |    | Equipo       | PJ | PG | PE | PP | GF | GC | DG  | PTS |
|  | -- | ------------ | -- | -- | -- | -- | -- | -- | --- | --- |
|  | 1. | Cristo Rey   | 5  | 4  | 0  | 1  | 13 | 3  | +10 | 12  |
|  | 2. | Cañita Sport | 6  | 4  | 0  | 2  | 14 | 11 | +3  | 12  |
|  | 3. | Los Canarios | 6  | 2  | 0  | 4  | 13 | 15 | −2  | 6   |
|  | 4. | River Plate  | 5  | 1  | 0  | 4  | 6  | 17 | −11 | 3   |

|  | Clasificado a la Segunda etapa |

#### Resultados
| Los Canarios | 2 - 3 | Cañita Sport | Virgilio Muñoz   | 3 de junio | 16:00 |
| Cristo Rey   | 2 - 0 | River Plate  | Complejo Picoazá | 4 de junio | 10:00 |

| Cañita Sport | 0 - 3 | Cristo Rey   | Los Azules   | 7 de junio | 15:00 |
| River Plate  | 2 - 3 | Los Canarios | LDC de Manta | 7 de junio | 16:00 |

| River Plate | 3 - 0 | Cañita Sport | LDC de Manta     | 10 de junio | 11:00 |
| Cristo Rey  | 6 - 0 | Los Canarios | Complejo Picoazá | 11 de junio | 10:00 |

| Cañita Sport | 5 - 1 | River Plate | Los Azules     | 14 de junio | 15:00 |
| Los Canarios | 0 - 1 | Cristo Rey  | Virgilio Muñoz | 14 de junio | 16:00 |

| Cristo Rey   | 1 - 3 | Cañita Sport | Complejo Picoazá | 18 de junio | 10:00 |
| Los Canarios | 7 - 0 | River Plate  | Virgilio Muñoz   | 18 de junio | 16:00 |

| Cañita Sport | 3 - 1 | Los Canarios | Los Azules     | 21 de junio    | 15:00          |
| River Plate  | -     | Cristo Rey   | No se programó | No se programó | No se programó |

### Grupo 6

#### Clasificación
|  |    | Equipo            | PJ | PG | PE | PP | GF | GC | DG  | PTS |
|  | -- | ----------------- | -- | -- | -- | -- | -- | -- | --- | --- |
|  | 1. | Galácticos F. C.  | 4  | 4  | 0  | 0  | 22 | 1  | +21 | 12  |
|  | 2. | Juventud Italiana | 3  | 1  | 0  | 2  | 1  | 15 | −14 | 3   |
|  | 3. | Deportivo Colón   | 3  | 0  | 0  | 3  | 1  | 8  | −7  | 0   |

|  | Clasificado a la Segunda etapa |

#### Resultados
| Deportivo Colón | 0 - 1         | Juventud Italiana | 30 de Septiembre | 20 de junio   | 13:00         |
| Libre:          | Galácticos FC | Galácticos FC     | Galácticos FC    | Galácticos FC | Galácticos FC |

| Galácticos FC | 7 - 0           | Juventud Italiana | Jocay           | 8 de junio      | 10:00           |
| Libre:        | Deportivo Colón | Deportivo Colón   | Deportivo Colón | Deportivo Colón | Deportivo Colón |

| Juventud Italiana | 0 - 8           | Galácticos FC   | LDC de Manta    | 10 de junio     | 16:00           |
| Libre:            | Deportivo Colón | Deportivo Colón | Deportivo Colón | Deportivo Colón | Deportivo Colón |

| Galácticos FC | 2 - 0             | Deportivo Colón   | Complejo Galácticos | 14 de junio       | 10:00             |
| Libre:        | Juventud Italiana | Juventud Italiana | Juventud Italiana   | Juventud Italiana | Juventud Italiana |

| Deportivo Colón | 1 - 5             | Galácticos FC     | 30 de Septiembre  | 17 de junio       | 14:15             |
| Libre:          | Juventud Italiana | Juventud Italiana | Juventud Italiana | Juventud Italiana | Juventud Italiana |

| Juventud Italiana | -             | Deportivo Colón | No se jugó    | No se jugó    | No se jugó    |
| Libre:            | Galácticos FC | Galácticos FC   | Galácticos FC | Galácticos FC | Galácticos FC |

## Segunda etapa
Esta etapa la jugaron los dos mejores equipos de cada grupo de la etapa anterior, es decir 12 clubes en total, que conforme a un sorteo hecho por parte de la AFNAM determinó el orden de los enfrentamientos de la siguiente manera:

### Partidos
| Fecha               | Lugar         | Local                |  | Resultado |  | Visitante            |
| ------------------- | ------------- | -------------------- |  | --------- |  | -------------------- |
| 24 de junio de 2017 | Rocafuerte    | Cañita Sport         |  | 0 – 5     |  | Galácticos F. C.     |
| 28 de junio de 2017 | Manta         | Galácticos F. C.     |  | 10 – 0    |  | Cañita Sport         |
| 24 de junio de 2017 | Flavio Alfaro | La Paz               |  | 1 – 2     |  | Grecia               |
| 28 de junio de 2017 | Chone         | Grecia               |  | 5 – 1     |  | La Paz               |
| 24 de junio de 2017 | Calceta       | Politécnico          |  | 3 – 2     |  | Mao Sport            |
| 28 de junio de 2017 | San Vicente   | Mao Sport            |  | 2 – 2     |  | Politécnico          |
| 24 de junio de 2017 | Chone         | Peñarol              |  | 1 – 0     |  | Deportivo del Valle  |
| 28 de junio de 2017 | Junín         | Deportivo del Valle  |  | 0 – 1     |  | Peñarol              |
| 25 de junio de 2017 | Manta         | Juventud Italiana    |  | 0 – 10    |  | Atlético Portoviejo  |
| 28 de junio de 2017 | Portoviejo    | Atlético Portoviejo  |  | 4 – 2     |  | Juventud Italiana    |
| 25 de junio de 2017 | Pedernales    | Ciudad de Pedernales |  | 0 – 1     |  | Cristo Rey           |
| 28 de junio de 2017 | Portoviejo    | Cristo Rey           |  | 2 – 1     |  | Ciudad de Pedernales |

## Tercera etapa
Esta etapa la jugaron los seis mejores equipos de cada llave de la etapa anterior, que conforme a un sorteo hecho por parte de la AFNAM determinó el orden de los enfrentamientos de la siguiente manera, avanzaron los ganadores de las tres llaves más el mejor perdedor para emparejarse en dos play-offs semifinales donde los ganadores avanzaron al zonal de ascenso 2017 y a la final por el título.

### Partidos
| Fecha              | Lugar      | Local               |  | Resultado |  | Visitante           |
| ------------------ | ---------- | ------------------- |  | --------- |  | ------------------- |
| 1 de julio de 2017 | Chone      | Grecia              |  | 2 – 1     |  | Peñarol             |
| 5 de julio de 2017 | Chone      | Peñarol             |  | 2 – 2     |  | Grecia              |
| 1 de julio de 2017 | Portoviejo | Atlético Portoviejo |  | 1 – 2     |  | Politécnico         |
| 5 de julio de 2017 | Calceta    | Politécnico         |  | 2 – 2     |  | Atlético Portoviejo |
| 1 de julio de 2017 | Manta      | Galácticos F. C.    |  | 1 – 0     |  | Cristo Rey          |
| 5 de julio de 2017 | Portoviejo | Cristo Rey          |  | 1 – 1     |  | Galácticos F. C.    |

### Mejor perdedor
| Equipo              | Ll. | Pts. | PJ | PG | PE | PP | GF | GC | Dif | GV |
| ------------------- | --- | ---- | -- | -- | -- | -- | -- | -- | --- | -- |
| Atlético Portoviejo | B   | 1    | 2  | 0  | 1  | 1  | 3  | 4  | −1  | 2  |
| Peñarol             | A   | 1    | 2  | 0  | 1  | 1  | 3  | 4  | −1  | 1  |
| Cristo Rey          | C   | 1    | 2  | 0  | 1  | 1  | 1  | 2  | −1  | 0  |

### Cuadro final
|  | Semifinales              | Semifinales     | Semifinales         |   |        | Final       | Final       |  |
|  | 8 y 12 de julio          | 8 y 12 de julio | 8 y 12 de julio     |   |        | 15 de julio | 15 de julio |  |
|  |                          |                 |                     |   |        |             |             |  |
|  |                          |                 |                     |   |        |             |             |  |
|  | Grecia                   | 2               | 1                   |   |        |             |             |  |
|  | Grecia                   | 2               | 1                   |   |        |             |             |  |
|  | Politécnico              | 0               | 1                   |   |        |             |             |  |
|  | Politécnico              | 0               | 1                   |   | Grecia | 0           |             |  |
|  |                          |                 |                     |   | Grecia | 0           |             |  |
|  |                          |                 | Atlético Portoviejo | 2 |        |             |             |  |
|  | Galácticos F. C.         | 1               | Atlético Portoviejo | 2 | 0      |             |             |  |
|  | Galácticos F. C.         | 1               |                     |   | 0      |             |             |  |
|  | Atlético Portoviejo (v.) | 1               | 0                   |   |        |             |             |  |
|  | Atlético Portoviejo (v.) | 1               | 0                   |   |        |             |             |  |
|  |                          |                 |                     |   |        |             |             |  |

### Semifinales
| Fecha               | Lugar      | Local               |  | Resultado |  | Visitante           |
| ------------------- | ---------- | ------------------- |  | --------- |  | ------------------- |
| 8 de julio de 2017  | Chone      | Grecia              |  | 2 – 0     |  | Politécnico         |
| 12 de julio de 2017 | Calceta    | Politécnico         |  | 1 – 1     |  | Grecia              |
| 8 de julio de 2017  | Manta      | Galácticos F. C.    |  | 1 – 1     |  | Atlético Portoviejo |
| 12 de julio de 2017 | Portoviejo | Atlético Portoviejo |  | 0 – 0     |  | Galácticos F. C.    |

### Final
| Fecha               | Lugar | Local  |  | Resultado |  | Visitante           |
| ------------------- | ----- | ------ |  | --------- |  | ------------------- |
| 15 de julio de 2017 | Manta | Grecia |  | 0 – 2     |  | Atlético Portoviejo |

| |
| Campeón Club Atlético Portoviejo 1.er título Clasifica a los zonales de la Segunda Categoría 2017. También clasifica Club Deportivo Grecia como vicecampeón. |